# Kurt Forstreuter

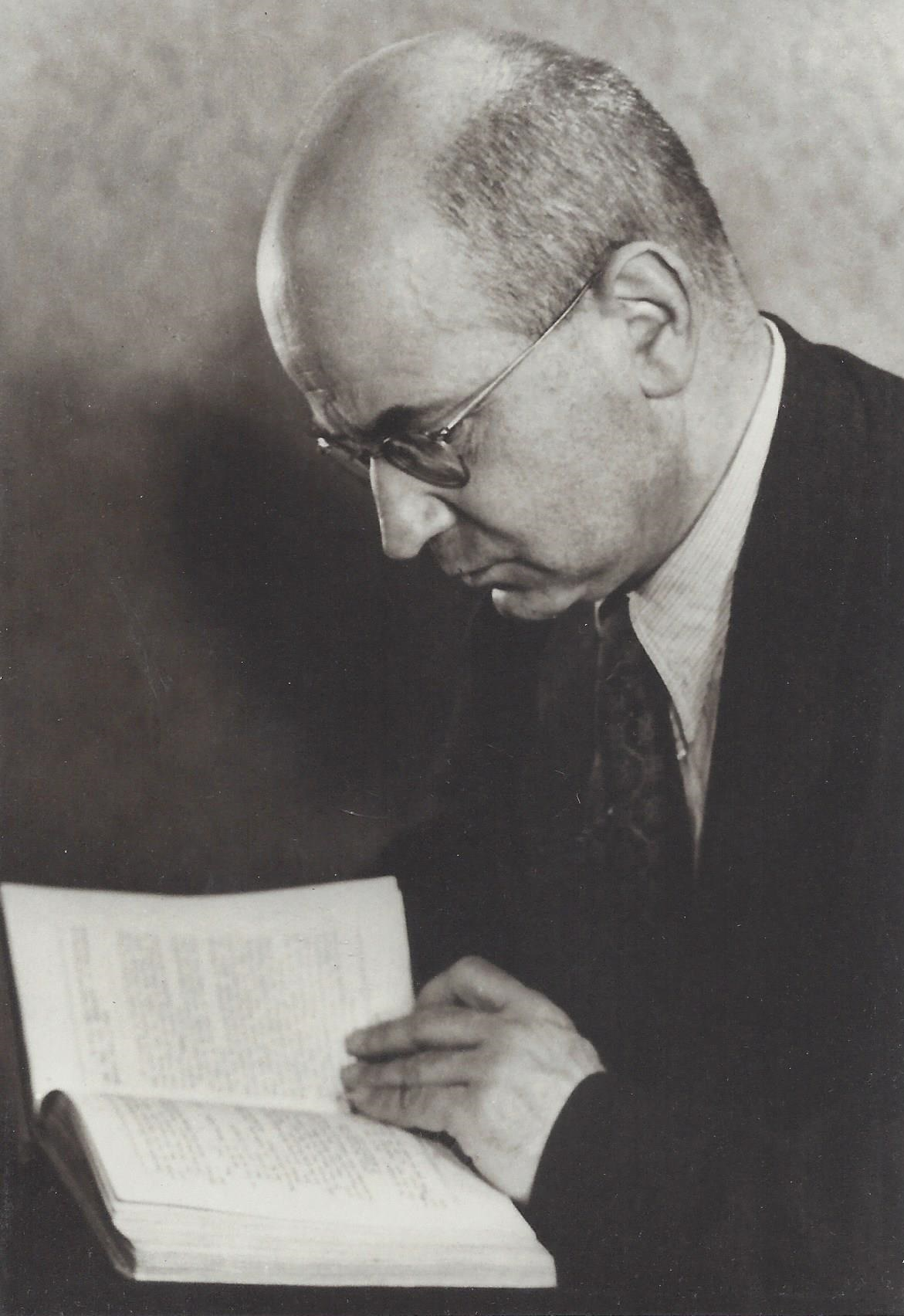
Kurt Forstreuter, 1953

Kurt Hermann Forstreuter (* 8. Februar 1897 in Weedern, Kreis Ragnit, Ostpreußen; † 28. Februar 1979 in Göttingen) war ein deutscher Historiker und Archivar.

## Leben
Als Nachfahre Salzburger Exulanten besuchte Forstreuter das Tilsiter Realgymnasium. Nach dem Abitur studierte er ab 1916 an der Albertus-Universität Königsberg Germanistik und Geschichte. Nachdem er am Ersten Weltkrieg teilgenommen hatte, setzte er sein Studium 1919 an der Albertina und ab 1920 an der Friedrich-Wilhelms-Universität Berlin fort. Mit einer Doktorarbeit bei Julius Petersen wurde er 1923 zum Dr. phil. promoviert.
Da ihm der Bibliotheksdienst verschlossen blieb, absolvierte er nach dem philologischen Staatsexamen ab 1925 den Vorbereitungskurs der preußischen Archivverwaltung in Berlin-Dahlem. 1927 begann er seinen Dienst als Archivar am Preußischen Staatsarchiv Königsberg. Aus der beengten Unterkunft im Königsberger Schloss konnte es erst 1930 in den Neubau am Hansaring umziehen. 1931 zum Staatsarchivrat ernannt, wurde er neben Archivdirektor Max Hein zur Säule des Archivs. Regional für das östliche Ostpreußen zuständig, verzeichnete er die Bestände Kriegs- und Domänenkammer Königsberg und Regierung Gumbinnen. Auch an den Ordnungs- und Verzeichnungsarbeiten des zentralen Aktenbestandes Etats-Ministerium (Herzogtum Preußen) hatte er wesentlichen Anteil. Ab 1937 war er Mitglied der NSDAP. Die verordnete Mitwirkung bei der Eindeutschung ostpreußischer Ortsnamen (1938) widerstrebte ihm. Er lernte Polnisch, Russisch und ein wenig Litauisch.
1946 aus jugoslawischer Kriegsgefangenschaft entlassen, kam er über Leipzig nach Berlin. 1947 begann er sich im Hauptarchiv, dem späteren Geheimen Staatsarchiv Preußischer Kulturbesitz eine neue Existenz aufzubauen. Zu dem bekannten Historiker des Deutschen Ordens wurde er ab 1952, als er die Königsberger Archivbestände in Goslar zu betreuen begann. Er leitete von 1953 bis zu seinem Tod das Staatliche Archivlager in Göttingen und erforschte die Ordensgeschichte in Italien und dem übrigen Mittelmeerraum. Auch nach seiner Pensionierung (1962) stand er jüngeren Kollegen und Archivbenutzern stets hilfreich zur Seite.
Forstreuter war Mitarbeiter der Historischen Kommission für ost- und westpreußische Landesforschung. Mit Fritz Gause redigierte er ihr Mitteilungsblatt Preußenland (1963–1973). Ebenfalls mit ihm brachte er die Altpreußische Biographie zu einem vorläufigen Abschluss (Bd. 3, 1975). Zu den Kriegsverlusten gehört sein von Albert Brackmann angeregtes Manuskript über die deutsche Kulturpolitik in Preußisch Litauen. Verloren ging auch eine Materialsammlung zum Ende des Deutschordensstaats. Zwar nur eine Gedächtnisniederschrift, erlangte Vom Ordensstaat zum Fürstentum noch größere wissenschaftliche Bedeutung.

## Veröffentlichungen
- Die Memel als Handelsstraße Preußens nach Osten. Gräfe & Unzer, Königsberg/Pr. 1931.
- Gräfe und Unzer. Zwei Jahrhunderte Königsberger Buchhandel. Gräfe & Unzer, Königsberg/Pr. 1932.
- Preußen und Rußland im Mittelalter. Die Entwicklung ihrer Beziehungen vom 13. bis 17. Jahrhundert. Ost-Europa-Verlag, Königsberg/Pr. / Berlin 1938.
- Memelland. Preußenverlag, Elbing 1939.
- Vom Ordensstaat zum Fürstentum. Geistige und politische Wandlungen im Deutschordensstaate Preussen unter den Hochmeistern Friedrich und Albrecht. 1498–1525. Holzner, Kitzingen 1951.
- Das preussische Staatsarchiv in Königsberg. Ein geschichtlicher Rückblick mit einer Übersicht über seine Bestände. Vandenhoeck & Ruprecht, Göttingen 1955.
- Deutschland und Litauen im Mittelalter. (= Studien zum Deutschtum im Osten. Heft. 1). Verlag Böhlau, Köln 1962.
- Der Deutsche Orden am Mittelmeer. (= Quellen und Studien zur Geschichte des Deutschen Ordens, Bd. 2). Verlag Wissenschaftliches Archiv, Bonn 1967.
- Das Ende der Königsberger Hartungschen Zeitung. Holzner-Verlag, Würzburg 1968.
- mit Hans Koeppen: Die Berichte der Generalprokuratoren des Deutschen Ordens an der Kurie. Vandenhoeck & Ruprecht, Göttingen und Böhlau, Köln.
  - Bd. 1: Die Geschichte der Generalprokuratoren von den Anfängen bis 1403. 1961.
  - Bd. 2: Peter von Wormditt (1403–1419). 1960.
  - Bd. 3: Johann Tiergart (1419–1428)
    - Erster Halbband: 1419–1423. 1966.
    - Zweiter Halbband: 1424–1428. 1971.

  - Bd. 4: 1429–1436
    - Erster Halbband: 1429–1432. 1973.
    - Zweiter Halbband: 1433–1436. 1976.
- Weedern. Erinnerung an einen Ort. Selbstverlag, Göttingen 1958.
- Realgymnasium und Oberrealschule in Tilsit. Sonderdruck aus: Tilsit-Ragnit, Stadt und Landkreis, ein ostpreußisches Heimatbuch. Holzner Verlag, Würzburg 1971.
- Wirkungen des Preußenlandes. Vierzig Beiträge (= Studien zur Geschichte Preußens, Bd. 33). Grote, Köln/Berlin 1981 (darin vollständige Bibliographie seiner Veröffentlichungen).